# Supercytis tubigera
Supercytis tubigera är en mossdjursart som beskrevs av Busk 1886. Supercytis tubigera ingår i släktet Supercytis, ordningen Cyclostomatida, klassen Stenolaemata, fylumet mossdjur och riket djur. Inga underarter finns listade i Catalogue of Life.